# Acalypha ocymoides
Acalypha ocymoides är en törelväxtart som beskrevs av Carl Sigismund Kunth. Acalypha ocymoides ingår i släktet akalyfor, och familjen törelväxter. Inga underarter finns listade i Catalogue of Life.